# Andelat
Andelat es una comuna francesa situada en el departamento de Cantal, en la región de Auvernia-Ródano-Alpes.

## Demografía
| 334 | 343 | 304 | 325 | 350 | 335 | 474 |
| Para los censos de 1962 a 1999 la población legal corresponde a la población sin duplicidades (Fuente: INSEE [Consultar]) |     |     |     |     |     |     |

## Lugares y monumentos
- Castillo de Sailhant